# Täällä Pohjantähden alla
Täällä Pohjantähden alla  (en inglés, Under the North Star trilogy ["Bajo la estrella del Norte"; aún no publicada en español]) es una trilogía escrita por el autor finlandés Väinö Linna. Los libros se conocen como los partes 1, 2 y 3, publicados entre 1959 y 1962.
Narra la historia de una familia finlandesa desde 1880, durante la Primera Guerra Mundial, la Guerra civil finlandesa y la Segunda Guerra Mundial, hasta aproximadamente 1950. Relatando la vida cotidiana de los habitantes de un pueblo, el autor describe la confrontación de ideas en el conflicto lingüístico que se dio en ese país a mediados del XIX y la lucha entre los Blancos (nacionalistas) y los Rojos (socialistas) durante la independencia y la guerra civil (véase lo relativo a la guerra civil finlandesa).
La trilogía muestra la guerra civil desde la controvertida perspectiva de los rojos, que perdieron la guerra, y describe una conversación en la sociedad finlandesa sobre el pasado.

## Traducciones
Esta obra se ha traducido al inglés, al estonio (Siin Põhjatähe all), al francés (Ici, sous l'Étoile polaire) y al sueco (Här under polstjärnan). Hasta ahora no hay una traducción al español.